# Vágner Love
Vágner Silva de Souza (Rio de Janeiro, 11. lipnja 1984.), poznatiji kao Vágner Love, brazilski je nogometaš koji trenutno igra za nogometni klub turski Beşiktaş na poziciji napadača.

## Karijera
Karijeru je započeo u brazilskom klubu Palmerias, gdje je bio igrač velikog značenja jer je svom klubu pomogao da se vrati u brazilsku prvu nogometnu ligu. Nogometni klub CSKA Moskva ga je kupio 2004. godine kao pojačanje za Ligu prvaka. Nebrojeno puta se spominjao njegov mogući transfer u brazilski nogometni klub Corinthians, koji je on uvijek poricao.
U finalu tadašnjeg Kupa UEFA zabio je posljednji gol u 3:1 pobjedi svog kluba protiv lisabonskog Sportinga.
Uz Kup UEFA 2005. godine osvojio je Rusku Premier Ligu i Ruski nogometni kup 2005. i 2008. godine, te ruski superkup 2006. godine.

## Vanjske poveznice
- Profil na Transfermarktu
- Profil na Soccerwayu